# Старое городское кладбище (Новосибирск)
Старое городское кладбище (Воскресенское кладбище) — некрополь, существовавший на территории современного Центрального района Новосибирска. Основано в 1896 году. Уничтожено в середине 1920-х годов. В настоящее время на месте бывшего кладбища находятся Центральный парк и стадион «Спартак».

## История
Датой основания кладбища считается 1896 год, когда Новониколаевскому поселку (совр. Новосибирск) безвозмездно отдали место для церкви и землю под кладбище. До этого периода погребения устраивались на сельских погостах ближайших деревень.
Первоначально некрополь был значительно удалён от центральной части поселения, которая в то время находился в устье реки Каменки. Но в скором времени по причине быстрого роста поселения кладбище оказалось в его центре.

### Закрытие кладбища
В 1906 году власти начали искать землю для нового кладбища. Вопрос о закрытии некрополя обсуждался в газетах и в городском самоуправлении. Обеспеченные горожане были недовольны близостью их особняков к месту захоронений, жители считали, что соседство города с кладбищем эстетически неприемлемо и опасно в санитарном отношении.
В 1907 году на территории кладбища была построена и освящена Воскресенская церковь.
Осенью 1908 года на заседании уполномоченных Новониколаевска Старое кладбище всё же решили закрыть. К такому же решению пришла и другая комиссия, которая заявила, что «ввиду переполнения трупами кладбища, находящегося в центре города, необходимо скорейшее освящение и открытие новых участков». Против закрытия выступали представители духовенства, так как большое число людей купили для себя и своих семей на территории кладбища землю. Тогда городские власти пошли на компромисс: закрыли ту часть, на которой хоронили бесплатно, а места с уже раскупленной землёй оставили в качестве действующего погоста при Кладбищенской церкви. Официально кладбище было закрыто в 1913 году. Тем не менее возле Воскресенской церкви вплоть до 1920-х годов продолжал действовать погост, на котором хоронили за деньги и по особому разрешению.

### Период гражданской войны
В 1920 году на территории погоста вырубались деревья, так как в городе не хватало дров.

### Уничтожение
Вероятнее всего кладбище было уничтожено в 1924 году. В июле 1923 года горсовет принимает решение об организации на месте кладбища сада, а в источниках новониколаевского горкомхоза за 10 мая 1925 года уже использовалось словосочетание «Бывшее Старое кладбище». На плане города 1924 года Воскресенское кладбище ещё было указано, однако данная карта могла содержать устаревшие сведения, к тому же именно этот год указывает писатель и актёр И. М. Лавров, который оставил вспоминания о пережитых в детстве чувствах из-за разгрома кладбища, который происходил в комсомольский воскресник: «Мне стало нехорошо. Я так чувствовал себя, когда видел вещий сон перед отцовским дебошем».
Пришедшие на погост пожилые люди пытались остановить уничтожение погоста, вступали с разрушавшими могилы комсомольцами в словесную перепалку, говорили им, что на кладбище покоятся их «деды, которые возводили этот город», в ответ молодые люди говорили, что «было объявлено: "Кто хочет перенести родных на новое кладбище - переносите", а здесь остались безнадзорные могилы».
Другой свидетель сноса некрополя А. С. Тростонецкий вспоминал следующее:

Рабочие сворачивают с могил памятники и надгробия, а оркестр наяривает «Марш энтузиастов», заглушаемый криками «Антихристы!» и проклятиями пожилых людей.
Вероятно, что уничтожение кладбища происходило в конце мая или начале июня, так как, по воспоминаниям И. М. Лаврова, тогда обильно цвели черемухи и яблони, что свойственно для Новосибирска в этот сезон.

### Создание парка
Весной 1925 года при обследовании закрытого погоста коммунальные работники отметили на его территории множество разбитых памятников, оградок, сокрушённых крестов и сделали заключение, что для превращения бывшего кладбища в сад потребуются огромные усилия.
Первоначально новый сад был назван Кладбищенским, потом — Центральным, после чего был переименован в Сад имени Сталина.